# Ekholmens naturreservat, Uddevalla kommun
För andra betydelser, se Ekholmen.

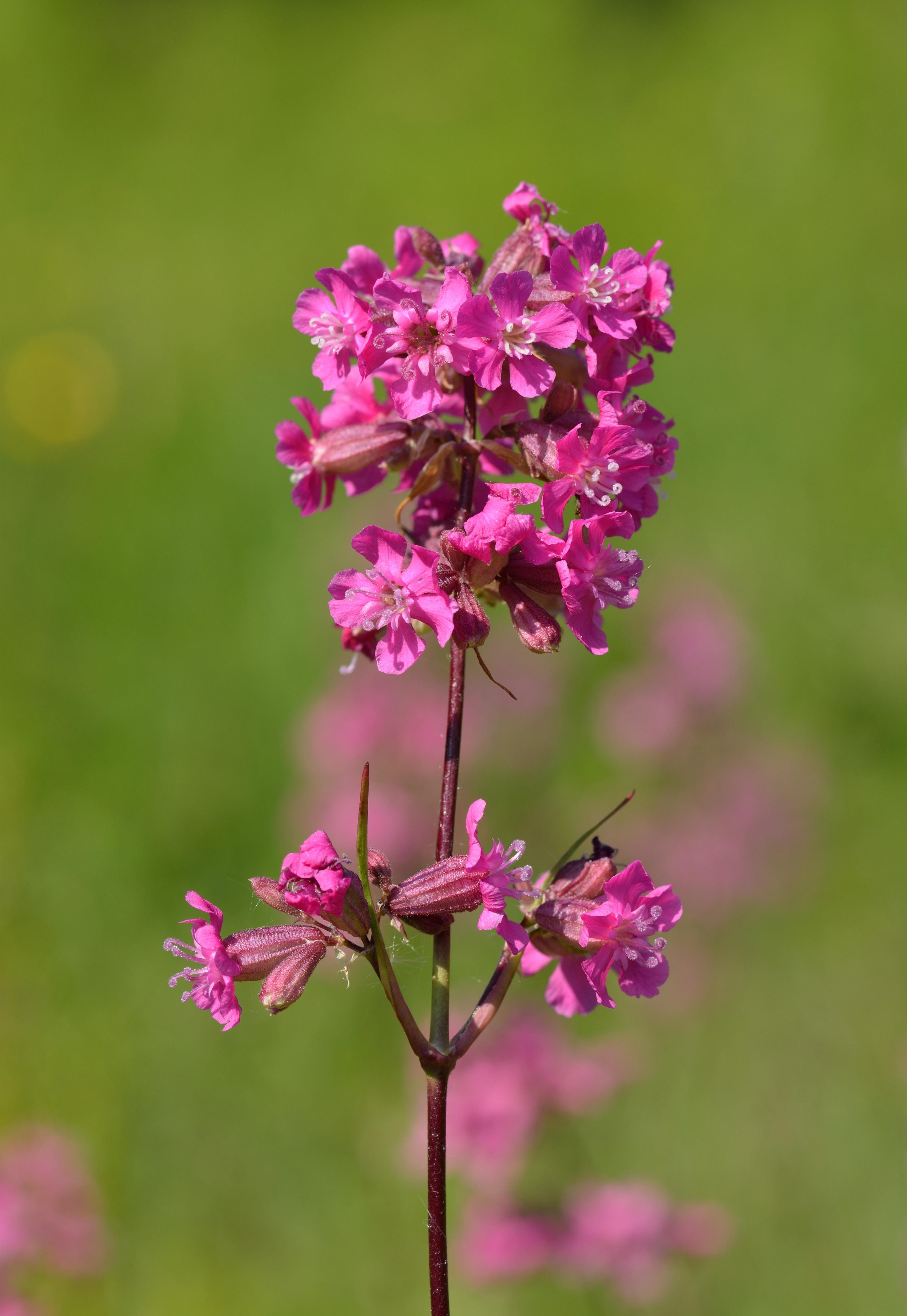
Tjärblomster

Ekholmen är ett naturreservat i Resteröds socken i Uddevalla kommun i Bohuslän.
Ön Ekholmen ligger väster om Ljungskile. Naturreservatet bildades 1973 och är 2 hektar stort.  Ön består av två högre bergspartier samt ett mindre på öns nordspets. Vegetationen är sparsam. På höjderna växer enstaka tallar, enar och lövträd. På västra sidan av ön växer ek, fågelbär och hagtorn. På ön kan man finna växter som ljung, gul fetknopp, kärleksört och tjärblomster. På en mindre ljunghed på öns mitt finns en stensättning som troligen härstammar från bronsåldern. 
Ekholmen är en populär ö för båtutflykter tack vare goda bad- och rastplatser. Den har även en lämplig placering nordväst om Ljungskile mellan Restenäsön och Oxholmen.